# Gelea reial
La gelea reial és una secreció d'abella que s'utilitza en la nutrició de larves i reines adultes. Se secreta per les glàndules de la hipofaringe de les abelles nodrisses i s'alimenta a totes les larves de la colònia, independentment del sexe o la casta.
Larva de reina en una cel·la sobre un marc amb abelles
Durant el procés de creació de noves reines, les treballadores construeixen cèl·lules especials de reines. Les larves d'aquestes cèl·lules s'alimenten amb abundants quantitats de gelea reial. Aquest tipus d'alimentació desencadena el desenvolupament de la morfologia de la reina, inclosos els ovaris completament desenvolupats necessaris per pondre els ous.
La gelea reial s'usa de vegades en medicina alternativa sota la categoria d'apiteràpia. Els estudis han suggerit que és probable que la gelea reial millori la producció de col·lagen, la vasodilatació en la reducció dels efectes de la síndrome premenstrual i com a tractament postmenopausa en humans, i contra la malaltia d'Alzheimer en animals. Sovint es ven com a suplement dietètic per a humans, però l'Autoritat Europea de Seguretat Alimentària ha conclòs que l'evidència actual no confirmà l'afirmació que el consum de gelea reial ofereixi beneficis per a la salut dels humans. Als Estats Units, la Food and Drug Administration ha pres accions legals contra empreses que han comercialitzat productes de gelea reial utilitzant afirmacions infundades de beneficis per a la salut.

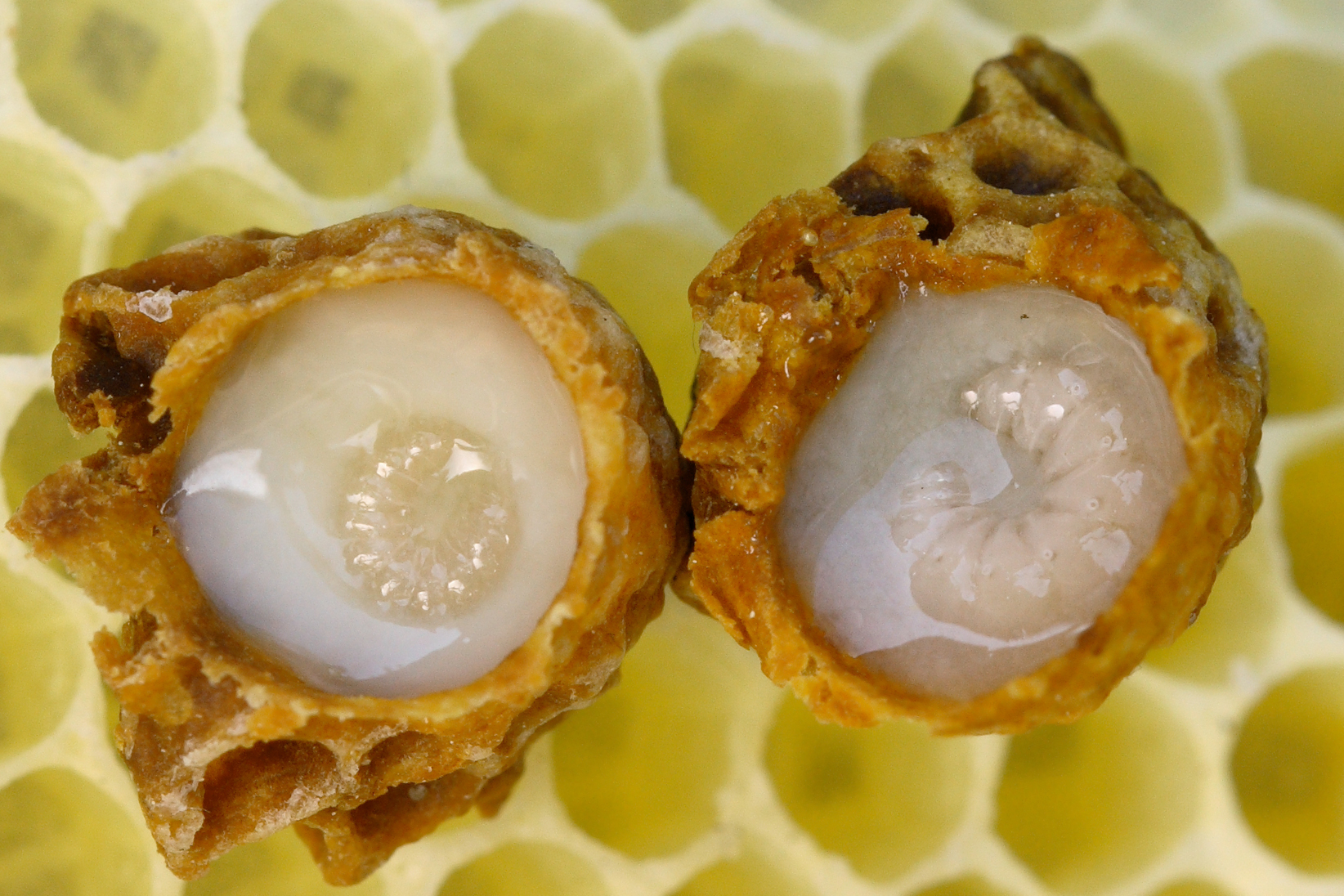
Dues larves d'abella reina surant en gelea reial.

## Composició
La gelea reial és un 67% d'aigua, un 12,5% de proteïnes, un 11% de sucres simples (monosacàrids), un 6% d'àcids grassos i un 3,5% d'àcid 10-hidroxi-2-decenoic (10-HDA). També conté oligominerals, components antibacterians i antibiòtics, àcid pantotènic (vitamina B5), piridoxina (vitamina B6) i traces de vitamina C, però cap de les vitamines liposolubles: A, D, E o K.